# 平田俊春
平田 俊春（ひらた としはる、1911年10月22日 - 1994年11月14日）は、日本の歴史学者。防衛大学校名誉教授。正四位勲三等旭日中綬章。

## 来歴
- 1911年 北海道滝川市生まれ。
- その後北海道庁立滝川中学校、富山高等学校を卒業。
- 1934年 東京帝国大学文学部国史学科卒業、同学部副手。
- 1938年 同大学助手
- 1940年 同大学退職、佐賀高等学校教授
- 1947年 同高等学校免官（論文「醜敵撃攘の道」が「教職員の除去、就職禁止及復職等に関する政令(昭和22年政令第62号)」に該当するとして）
- 1948年 大阪府立図書館員
- 1955年 同図書館退職、防衛大学校教授
- 1961年 文学博士（東京大学、学位論文『日本古典の成立の研究』）
- 1977年 同大学校定年退官、防衛大学校名誉教授。麻布大学教授。立正大学でも教壇に立つ。

## 著書
- 『吉野時代の研究』 山一書房、1943年
- 『平安時代の研究』 山一書房、1943年
- 『元元集の研究』 山一書房、1944年
- 『最新歴史年表』 日本書院、1954年。朋友出版、1985年ほか
- 『日本古典の成立の研究』 日本書院、1959年
- 『北畠親房と吉野朝』 吉野精神普及会、1960年
- 『僧兵と武士』「日本人のための国史叢書12」日本教文社、1965年
- 『日本書紀と建国記念日』 アルプス社、1967年
- 『日本の建国と2月11日』 甲陽書房、1967年
- 『明治軍隊の建設と軍人勅諭』 アルプス社、1970年
- 『神皇正統記の基礎的研究』全2冊、雄山閣出版、1979年
- 『私撰国史の批判的研究』 国書刊行会、1982年
- 『平家物語の批判的研究』全3冊、国書刊行会、1990年
- 『南朝史論考』「国学研究叢書」錦正社、1994年
- 白山芳太郎共編『神道大系 論説編　北畠親房』（上下） 神道大系編纂会、1990-92年